# Presidentvalet i USA 1988
Presidentvalet i USA 1988 hölls den 8 november 1988 över hela USA.
Valet stod mellan den sittande republikanske vicepresidenten George H.W. Bush från Texas och den demokratiske guvernören Michael Dukakis från Massachusetts.
Bush tog hem segern i valet, mycket tack vare en utlovad skattesänkning och efter att framgångsrikt ha anklagat Dukakis för att inte vara tillräckligt fast mot kriminella. 

## Demokraternas nominering
Anmälda kandidater:
- Bruce Babbitt, tidigare guvernör från Arizona
- Joe Biden, senator från Delaware
- Michael Dukakis, guvernör från Massachusetts
- Dick Gephardt, kongressledamot från Missouri
- Al Gore, senator från Tennessee
- Gary Hart, tidigare senator från Colorado
- Jesse Jackson, pastor och aktivist från South Carolina
- Patricia Schroeder, kongressledamot från Colorado
- Paul Simon, senator från Illinois

Demokraternas konvent
- Michael Dukakis 2687 röster
- Jesse Jackson 1218 röster
- Joe Biden 2 röster
- Dick Gephardt 2 röster
- Gary Hart 1 röst
- Lloyd Bentsen (senator från Texas)

## Republikanernas nominering
Anmälda kandidater:
- George H.W. Bush, vicepresident från Texas
- Bob Dole, senator från Kansas
- Pete du Pont, tidigare guvernör från Delaware
- Alexander Haig, utrikesminister under Reagan
- Jack Kemp, kongressledamot från New York
- Pat Robertson, pastor
- Donald Rumsfeld, försvarsminister under Ford

Bush valdes till kandidat, och han valde i sin tur sin medkandidat; senator Dan Quayle från Indiana.

## Resultat
| Kandidat                   | Medkandidat               | Röster     | %      | Elektorsröster |
| -------------------------- | ------------------------- | ---------- | ------ | -------------- |
| George Herbert Walker Bush | James Danforth Quayle III | 48 886 597 | 53,4 % | 426            |
| Michael Stanley Dukakis    | Lloyd Millard Bentsen Jr. | 41 809 476 | 45,6 % | 111            |
| Lloyd Millard Bentsen Jr.  | Michael Stanley Dukakis   | -          | -      | 1              |
| Totalt                     |                           | 91 594 686 | 100 %  | 538            |